# Cantnitz
Cantnitz ist ein Ortsteil der Gemeinde Feldberger Seenlandschaft im Südosten des Landkreises Mecklenburgische Seenplatte in Mecklenburg-Vorpommern. 

## Geografie und Verkehrsanbindung
Cantnitz liegt nordwestlich der Stadt Feldberg an der Kreisstraße K 94. Südwestlich des Ortes verläuft die Landesstraße L 34 und nordwestlich die B 198. Südöstlich erstreckt sich der Cantnitzer See.

## Sehenswürdigkeiten

### Baudenkmale
In der Liste der Baudenkmale in Feldberger Seenlandschaft sind für Cantnitz zwei Baudenkmale aufgeführt: 
- Die Dorfkirche ist ein gotischer Backsteinbau aus der zweiten Hälfte des 13. Jahrhunderts. Der freistehende Glockenstuhl mit Glocke, eine Mauer und vier eisernen Grabkreuze sind ebenfalls Baudenkmale.
- Zum Baudenkmal Gutsanlage mit Gutshaus (Hofstraße 10) gehören zwei Torpfosten und die Pflasterung.